# Man-hole
『man-hole』（マンホール）は、2001年3月3日から北海道を中心に公開された日本映画。鈴井貴之第1回監督作品であり、安田顕の映画初主演作品。インディーズ映画である。
ゆうばり国際ファンタスティック映画祭2001公式招待作品である。第10回あきた十文字映画祭で北の十文字賞(新人監督賞)受賞、第15回福岡アジア国際映画祭2001で審査員特別賞を受賞した。また、2001年ベルリン国際映画祭正式出品作品、金鶏百花映画祭2002公式招待上映作品と海外でも上映されている。

## キャスト
- 小林正義：安田顕（TEAM NACS）
- 鈴木希：三輪明日美
- 寒河江純：大泉洋（TEAM NACS）
- 吉岡真一：北村一輝
- 村田勝：中本賢
- 鈴木肇：本田博太郎
- 鈴木容子：金久美子
- 佐藤祐司：きたろう
- 佐藤加奈子：風祭ゆき
- 牛山太郎：田口トモロヲ
- 榎本早紀：李丹
- 梨絵：尾野真千子
- 友香：上良早紀
- 真里：駒勇明日香
- 多佳子：小池栄子
- 森署長：小野寺昭（特別出演）
- 園田美恵子：高瀬春奈
- コンビニ店員：小橋亜樹
- ひったくり男：音尾琢真（TEAM NACS）
- 出前持ち：佐藤重幸（TEAM NACS）
- 警官：森崎博之（TEAM NACS）

## スタッフ
- 監督・企画・原案：鈴井貴之
- プロデューサー：鈴井亜由美／四宮康雅／土井巧
- ラインプロデューサー：竹山昌利
- 脚本：伊藤康隆
- 撮影：佐野哲郎
- 編集：菊池純一
- 音楽：直枝政広（カーネーション）
- 主題歌：カーネーション「Garden City Life」
- 特別協賛：NTTDoCoMo北海道
- 特別協力：北海道テレビ放送／CREATIVE OFFICE CUE
- 配給：man-holeフィルム、東映（協力）[2]
- 製作：man-hole Films Limited

## エピソード
- 本作の題名と主人公の名前・職業は、鈴井が1996年に劇団OOPARTSで上演した演劇作品『Man-hole 1st version』が基となっている[3]。また映画の初期ブロットでは『Man-hole 1st version』のストーリーをベースとした「人質を見殺しにした警察官等が、製薬会社の陰謀に巻き込まれる」という構想がされていたが、スタッフの反対などにより破棄され[4]、「警察官と女子高生が『夢のマンホール』を探す」という内容に変更された。なお『Man-hole 1st version』のブロットは後に映画『river』のベースになっている[5]。
- 「マンホール・フィルム」はCREATIVE OFFICE CUEと北海道テレビ放送がこの映画のために設立した有限会社である。
- ファンからも「CLUB-M」という組織を募り、1口5000円の出資金を募った。（現在でも公式サイトに出資者の名前が記されている）
- この映画を撮影するために『水曜どうでしょう』は2000年7月からの半年間休止となった（その間に作られたのが、ドラマ『四国R-14』である）。
- 2004年頃から、年末年始を中心に民放テレビ局で放映されている。
- 最初に出てくるカブに乗ったスリを演じているのは音尾琢真である。カブは『水曜どうでしょう』で使われた物の流用である。
- 坂本サトルは路上ライブをしている設定で出演している。一部、坂本が遠くに小さく登場するカットがあるが、スケジュールの都合上撮影に参加できなかったため、彼のマネージャーが代わりに演じたことを、鈴井が自身のラジオ番組『GO・I・S』で明かしている。
- 小野寺昭は、北海道が作る映画という趣旨に賛同して出演した。ちなみに主人公の小林は小野寺と同じ帯広市出身という設定である。
- 主なロケ地は、三井グリーンランド（現：北海道グリーンランド）、大通公園など。セイコーマートも登場している。
- 札幌市消防局の協力により、高規格救急車「Tri-Heart」(トライハート)も撮影に参加している。
- 安田はこれがきっかけで三輪明日美のファンになった。そして『ドラバラ鈴井の巣』で制作したドラマ『山田家の人々』で再び共演している。
- 音楽に直枝政広（カーネーション）を起用したのは監督の要望によるもので、主題歌「Garden City Life」は1996年に発表された曲である。
- 映画が系列配給にフィルムで提供する時期から、シネコン毎にデジタルデータに移行する最末期の作品である。そのため、上映会でフィルムをガチャガチャで販売したり、札幌東映閉館前、「札幌市内での単館上映作品での最大動員記録」といったものを残している。